# 雷公山
26°23′15″N 108°12′11″E / 26.3875°N 108.2031°E
雷公山位于贵州省黔东南州东南部，海拔2178.8米，主峰距雷山县城28公里，区内生物资源丰富，生态优美。各类生物近2000余种，列入国家保护的珍稀、濒危动植物43种，尤其是“活化石”植物-秃杉，是中国特有一类保护树种，且是全国面积最大，数量最多，保存最完整，原生性最强的一处，是中亚热带唯一的天然秃杉研究基地。秋季成为赏枫热点。